# Software Informer
Software Informer — бесплатная утилита для простого и удобного управления обновлениями к установленным приложениям в операционной системе Microsoft Windows.

## Описание
Software Informer предоставляет пользователям удобный интерфейс для управления установленными программами, а также обновлениями к ним.
Утилита избавляет пользователей от проверки и поиска обновлений и экономит массу времени, отображает список всех установленных программ в системе, производит самостоятельный поиск тех или иных обновлений к конкретной программе или по всем сразу из своей базы данных с сервера software.informer.com, в которой находится более 2,6 миллионов программ по состоянию на 28 августа 2013 года.
В настройках Software Informer можно настроить прокси-сервер, установить периодичность проверки, а также проверку на наличие бета-версий.
Ко всему прочему, в утилите можно написать комментарий или задать вопрос к любой программе и отправить его на сервер, создать назначенные задания, имеется удобный навигационный список (отображает количество программ/заданных вопросов/написанных комментариев, содержит строку поиска и другое).